# Borgo Sant'Antonio Abate
Borgo Sant'Antonio Abate (Bùvero na napuljskom) je četvrt u Napulju, Italija. Osnovana je u 15. stoljeću.

## Pregled
Glavna ulica je via Sant'Antonio Abate. Povezan je s Porta Capuana i Piazza Carlo III. To je poznata tržišna ulica.
Dvije važne crkve su Chiesa di Sant'Antonio Abate i Chiesa di Sant'Anna a Porta Capuana.